# كاثاليا
بلدية كاثاليا (بالإسبانية: Cazalilla) هي بلدية تقع في مقاطعة خاين التابعة لمنطقة أندلوسيا جنوب إسبانيا.

## الديموغرافيا
بلغ عدد سكان بلدية كاثاليا 918 نسمة عام 2011 (وفقاً للمعهد الوطني للإحصاء الإسباني).
| 867 | 840 | 809 | 833 | 840 | 889 | 918 |